# N-결합 글리코실화

다양한 생물에서 생성되는 다양한 유형의 지질 결합 올리고당(LLO) 전구체

N-결합 글리코실화(영어: N-linked glycosylation)는 올리고당, 때로는 글리칸이라고도 하는 여러 당 분자로 구성된 탄수화물이 질소 원자(단백질의 아스파라긴(Asn) 잔기의 아마이드 질소)에 부착되는 것이다. N-글리코실화(영어: N-glycosylation)라고도 한다. N-결합 글리코실화는 많은 진핵생물 단백질의 구조와 기능 모두에 중요하다. N-결합 글리코실화는 진핵생물 및 고세균에서 광범위하게 일어나지만, 세균에서는 매우 드물게 일어난다. 당단백질에 부착된 N-결합 글리칸의 성질은 단백질과 단백질이 발현되는 세포에 의해 결정된다. 다른 종들은 다른 유형의 N-결합 글리칸을 합성한다.

## 같이 보기
- 글리코실화
- O-결합 글리코실화